# مارسيلو سانتوس (لاعب كرة قدم)
مارسيلو سانتوس (بالبرتغالية: Marcelo Machado dos Santos) (29 أبريل 1994 في البرازيل - ) هو لاعب كرة قدم برازيلي في مركز الوسط.

## وصلات خارجية
- مارسيلو سانتوس (لاعب كرة قدم) على موقع قاعدة بيانات كرة القدم.إي يو (الإنجليزية)
- مارسيلو سانتوس (لاعب كرة قدم) على موقع Soccerway.com (الإنجليزية)